# قاچاق جنسی در چین

شهروندان چینی و قربانیان خارجی قاچاق جنسی از تمام استان‌های چین داخل و خارج می‌شوند. آنها در خانه‌ها، فاحشه‌خانه‌ها، مؤسسات غیرمستقیم جنسی، و مکان‌های مختلف تجاری و کاری در این بخش‌های اداری مورد تجاوز قرار می‌گیرند و از راه‌های دیگر آسیب جسمی و روانی می‌بینند.

قاچاق جنسی در چین، قاچاق انسان با که مورد و برده داخلی چین، صدها میلیون نفر است که در برابر قاچاق جنسی داری است خاصی از برده داری هدف بهره‌کشی جنسیی یا بردگی جنسی یا کار اجباری است که در کشور چین رخ می‌دهد. چین،  تمام سطوح جامعه چین نفوذ کرده‌است. جنایتکاران مرد پرجمعیت‌ترین دومین  قاچاق کشور جهان، کشور قربانی انسان در جهان به‌شمار می‌آید. این ترانزیتی کشور مقصد ومبدأ،  محل  برای افراد قاچاق شده جنسی است.
قربانیان قاچاق ج هستند. شهروندان چینی، عمدتاً زنان و دختران، به استان‌های مختلف چین و همچنیننسی در این کشور از همه اقوام در چین و خارجی‌ها کشورهای دیگر در آسیا و قاره‌های مختلف مورد قاچاق جنسی قرار گرفته‌اند. آنها همچنین در جوامع خارجی چینی‌های در خارج از کشور نیز شناسایی شده‌اند. روسپی‌ه کارگران مرد چینی و کارگران ساختمانی وجود دارد به خارج ای چینی به ویژه در مکان‌هایی که تقاضای از کشور قاچاق می‌شوند.
جمعیت م می‌شوند و مجبور به فحشا، ازدواج اجباری، یا حاملگی می‌شوند. آنها تهدید می‌شوند، و از نظر جسمی و روانی آسیب می‌بینند. آنها همچنین به بیماری‌های مقاربتی ناشی از تجاوز جنسی، سوء استفاده و گرسنگی مبتلا می‌شوند. برخی از زنان و دختران به دلیل شرایط بد اسارت می‌میرند یا شکنجه هاجر  آسیب‌پذیر است. قربانیان قاچاق جنسی ربوده یا فریب داده می‌شوند یا به قتل می‌رسند.
قاچاق و استثمار اجتماعی هستند. تعدادی بسیاری از خدمات، چه قانونی و چه غیرقانونی از قاچاقچیان اعضای سازمان‌ها و باندهای جنایی هستند. برخی از مقامات دولتی و کارگران و جنسی در و زن در چین از طیف گسترده‌ای از پیشینه‌ها و هر طبقه همچنین خارجی‌ها از قاچاق جنسی در چین سود برده‌اند.
افزایش درآمد در چین باعث افزایش مصرف  شده‌است. این در مشاغل مرتبط با صنایع سرگرمی و گردشگری چین و همچنین صنایع سنگین و بخش معدن رخ داده‌است. برخی از خبرنگاران بر این باورند که طرح کمربند و جاده و جهانی شدن منجر به افزایش قاچاق جنسی در چین شده‌است. قاچاقچیان جنسی چینی در سراسر جهان فعالیت می‌کنند. قاچاق سایبرسکس یک مشکل رو به رشد در چین قرن بیست و یکم است. گسترش جهانی اینترنت پرسرعت و افزایش مالکیت رایانه، تبلت و گوشی‌های هوشمند به فحشا اجباری آنلاین یا مجازی و سوء استفاده جنسی و ایجاد فیلم‌های  در سراسر جهان دامن زده‌است.
شناخت مقیاس قاچاق جنسی در چین مستهجن غیرقانونی خریداری شده توسط کاربران به دلیل فقدان تحقیقات اولیه و جمع‌آوری داده‌ها، ماهیت مخفیانه جنایات قاچاق جنسی، نشان می‌دهد که فقط بخش کوچکی از موارد به مقامات گزارش می‌شود و شناسایی موارد دیگر دشوار است. وزارتخانه‌های دولت چین و همچنین آژانس‌ها و سازمان‌های بین‌المللی و داخلی، کارهایی را برای مبارزه با الگوهای قاچاق جنسی انجام می‌دهند، اما این اقدامات پیشرفت‌های اساسی را به همراه نداشته و پاسخ‌ها کافی نبوده‌است.
اجرای قوانین قاچاق جنسی و تحقیق و تعقیب پرونده‌های قاچاق به دلیل همکاری بین سازمانی و چالش‌های هماهنگی، مشکلات لجستیکی، مدیریت ضعیف مرزی، موانع زبانی قربانیان خارجی، پویایی سیاسی، فساد، و بی علاقگی راکد شده‌است. برخی از پلیس‌ها و مقامات چین، و همچنین سفارت‌خانه‌ها و نمایندگی‌های دیپلماتیک در خارج از کشور، به سهل انگاری در مورد تلاش‌های ضد قاچاق جنسی و نگرانی برای قربانیان متهم شده‌اند.
آمارهای موجود نشان می‌دهد که چین باید منابع بیشتری را اختصاص دهد و سیاست‌ها و استراتژی‌های بهتری را برای کاهش قاچاق جنسی در این کشور اجرا کند. برای شرکای تجاری چین دشوار است که به دلیل ترس از تنش، از تلاش‌های ناکافی این کشور در مبارزه با قاچاق جنسی انتقاد کنند. تلاش‌های جامعه مدنی چین در مقابله با قاچاق جنسی با تهدید و اجبار سازمان‌ها و مقامات جنایتکار و سرکوب زنان و سازمان‌های حقوق بشر، مطبوعات و وکلا توسط دولت متوقف می‌شود.

## قربانیان

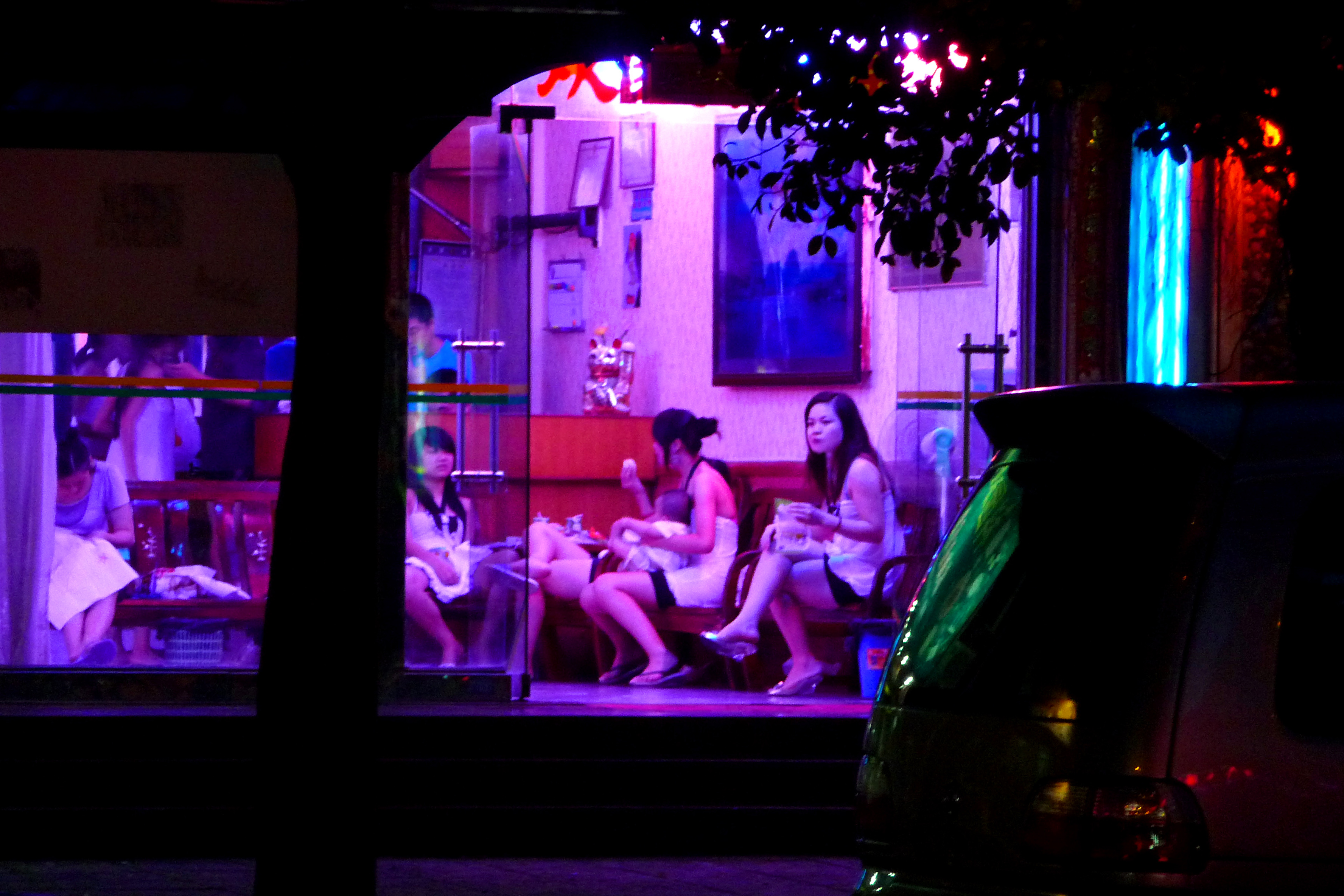
زنان و دختران چینی و خارجی که قاچاق جنسی می‌شوند و مجبور به تن‌فروشی می‌شوند در فاحشه خانه‌ها و مؤسسات مشابه این در جنوب چین مورد تجاوز جنسی قرار می‌گیرند. در قرن بیست و یکم، «خانه تجاوز جنسی آنلاین» در مکان‌های نامحسوس‌تر به‌طور فزاینده‌ای برای اشتراک‌گذاری ویدیوهای پورنوگرافی دیجیتال و زنده استفاده می‌شوند.

قربانیان قاچاق جنسی برای برده داری جنسی در چین شامل کودکان، بزرگسالان، فقرا، مهاجران، معلولان، اقلیت‌های قومی و مذهبی، خارجی‌ها و چینی‌های خارج از کشور هستند. غیر معمول نیست که قربانیان تجاوز جنسی به عنوان کارگران اجباری در خانه‌ها، مزارع و مشاغل مورد استفاده قرار گیرند.
آنها، به ویژه روسپی‌های اجباری، اغلب به بیماری‌های مقاربتی مبتلا می‌شوند، زیرا متجاوزان از روش‌های پیشگیری از بارداری استفاده نمی‌کنند. زنان و دختران به اچ‌آی‌وی مبتلا شده‌اند. تعدادی از آنها مورد آزار کلامی و فیزیکی و ضرب و شتم، گرسنگی، استفاده از مواد مخدر، و شکنجه جنسی قرار می‌گیرند. بسیاری از زنان و دختران مورد قاچاق جنسی هرگز پیدا نمی‌شوند.

### زنان
زنان به دلیل زن‌ستیزی ریشه‌دار که باعث می‌شود مردان زنان و دختران را پست‌تر ببینند و آنها را کالایی کنند، آسیب‌پذیرتر از مردان هستند. ساختارهای سنتی مردسالارانه نابرابری جنسیتی را تقویت می‌کند، به‌ویژه در مناطق روستایی که در آن زنان اغلب فرصت‌های مشابه مردان را ندارند و مجبور می‌شوند تسلیم قدرت مردان شوند. این نابرابری زنان و دختران را به‌طور فزاینده ای در حاشیه و آسیب‌پذیر در برابر قاچاق جنسی قرار می‌دهد.
سیاست تک فرزندی و ترجیح پسران بر دختر منجر به نسبت جنسی ناهنجار شده‌است که در آن مردان در چین از زنان بیشتر هستند. در نتیجه، تقاضا برای زنان و روسپی‌های قاچاق شده در چین افزایش یافته‌است.

### کودکان
کودکان نیز در چین هدف مجرمان قاچاق جنسی قرار گرفته‌اند. افرادی که از مناطق روستایی هستند یا دانش آموزان مهاجر و همچنین کودکان عقب مانده‌ای که والدینشان به شهرها و کشورهای دیگر مهاجرت کرده‌اند، به عنوان جمعیت آسیب‌پذیر در برابر قاچاق جنسی شناخته شده‌اند. کودکانی که به‌طور غیرقانونی به فرزندخواندگی پذیرفته می‌شوند، در معرض استثمار جنسی قرار دارند.

### اقلیت‌های قومی و مذهبی
زنان و دختران گروه‌های اقلیت به دلیل جابجایی جمعیت و فقدان نمایندگی سیاسی، قدرت و حمایت در معرض خطر قاچاق جنسی قرار دارند.

### اتباع خارجی
زنان و دختران خارجی از روسیه، ویتنام، مغولستان، کره شمالی میانمار، کنیا، رواندا، اوگاندا تایلند، مالزی، کامبوج، لائوس، فیلیپین، اندونزی و سایر کشورها برای بهره‌کشی جنسی به چین قاچاق شده‌اند. آنها برای فرار از این شرایط و نجات خود با مشکلاتی روبرو می‌شوند زیرا چینی صحبت نمی‌کنند و مدارک شناسایی ندارند.

### چینی‌های خارج از کشور
زنان و دختران چینی در کشورهای سراسر جهان در معرض قاچاق جنسی قرار دارند. برخی از ان‌ها فریب خورده و به فحشا می‌پردازند یا در خانه‌های شخصی زندانی می‌شوند و در آنجا مورد تجاوز قرار می‌گیرند. بسیاری از قربانیان چینی قاچاق جنسی به ایالات متحده مجبور می‌شوند در فاحشه خانه‌ها به عنوان سالن‌های ماساژ کار کنند. پول جمع‌آوری شده توسط کارفرما در مواقعی به مافوقشان در چین منتقل می‌شود.

## تن‌فروشی اجباری
قربانیان توسط مجرمان با تحمیل هزینه‌های هنگفت سفر، مصادره گذرنامه، حبس قربانیان، یا تهدید فیزیکی و مالی برای وادار کردن آنها به رابطه جنسی تجاری، تحت فشار قرار می‌گیرند. قربانیان توسط قاچاقچیان و کارفرمایان فاحشه خانه با پاسخ دادن به آگهی‌های مشاغل به عنوان مدل، پیشخدمت، نظافتچی و غیره فریب می‌خورند. به برخی گفته شده‌است که می‌توانند با هزینه کم در دانشگاه‌ها و مؤسسات آموزشی تحصیل کنند. فاحشه خانه‌ها اغلب مؤسسات جنسی غیرمستقیم هستند. مکان‌های دیگر چون سایت‌های ساخت‌وساز، کمپ‌های استخراج و مناطقی با تجمع بالای کارگران مهاجر چینی شاهد حضور قربانیان قاچاق جنسی هستند.